# Hiroshi Sowa
Hiroshi Sowa (jap. 楚輪 博 Sowa Hiroshi; ur. 1 maja 1956) – japoński piłkarz występujący na pozycji pomocnika.

## Kariera piłkarska
Od 1979 do 1990 roku występował w klubach Yammer Diesel.

## Kariera trenerska
Po zakończeniu piłkarskiej kariery pracował jako trener w Cerezo Osaka, Sagan Tosu i Kataller Toyama.